# Joseph Hergenröther
Joseph Hergenröther (ur. 15 września 1824 w Würzburgu, zm. 3 października 1890 w Bregencji) – niemiecki kardynał.

## Życiorys
Urodził się 15 września 1824 roku w Würzburgu, jako syn lekarza Johanna Jacoba Hergenröthera i jego żony Evy Marii Horsch. Na chrzcie otrzymał imiona Joseph Adam Gustav. Uczęszczał do gimnazjum w Würzburgu, a następnie studiował filozofię i teologię na Uniwersytecie Juliusza i Maksymiliana. W 1848 roku został wysłany do Rzymu, by studiował na Collegium Germanicum, jednak nie ukończył tych studiów, z powodu zawirowań politycznych. 28 marca 1848 roku przyjął święcenia kapłańskie. W tym samym roku powrócił do ojczyzny i podjął nauki na Uniwersytecie Ludwika i Maksymiliana, gdzie w 1859 roku uzyskał doktorat z teologii. Po studiach został kapelanem i wykładowcą Uniwersytetu Monachijskiego. W latach 1852–1879 pełnił funkcję dziekana Wydziału Teologii Uniwersytetu w Würzburgu. Brał udział w I soborze watykańskim, którego był gorliwym zwolennikiem (zwłaszcza dogmatu o nieomylności papieża). W 1877 roku został prałatem Jego Świątobliwości, a niedługo potem – prefektem Domu Papieskiego. 12 maja 1879 roku został kreowany kardynałem diakonem i otrzymał diakonię San Nicola in Carcere. 9 czerwca został mianowany Archiwistą Kościoła Rzymskiego. Zmarł 3 października 1890 roku w Bregencji. Był autorem wielu prac z zakresu teologii, prawa kanonicznego i historii Kościoła.